# Барсов, Тимофей Васильевич
Тимофей Васильевич Барсов (1836—1904) — русский государственный деятель и правовед. Профессор канонического права, тайный советник. Обер-секретарь Святейшего синода.

## Биография
Родился 11 (23) июня 1836 года в семье причетника в Смоленской губернии.
Окончил Смоленскую духовную семинарию (1859) и Санкт-Петербургскую духовную академию (1863) со степенью магистра богословия. Был определён бакалавром этой академии на кафедре греческого языка, но в 1865 году перемещён на кафедру церковного законоведения. В 1879 году назначен членом комитета по преобразованию судной части духовного ведомства и в том же году был утверждён в звании экстраординарного профессора по кафедре законоведения и определён обер-секретарем Св. Синода. В 1884 году Барсов был назначен членом и делопроизводителем комиссии по вопросу об устройстве управления церквами и духовенством военного ведомства.
31 декабря 1888 года удостоен степени доктора канонического права за исследование «О каноническом элементе в церковном управлении».
С 11 января 1889 года, по выслуге 25 лет, удостоен звания заслуженного экстраординарного профессора; с 9 апреля 1889 года — действительный статский советник; 6 ноября 1889 года избран и утверждён в звании заслуженного ординарного профессора.
Скончался 7 (20) января 1904 года и был похоронен в Фёдоровской церкви Александро-Невской лавры
В январе 2019 года А. Ю. Митрофановым и Д. В. Волужковым создано Общество изучения церковного права им. Т. В. Барсова (кратко — Барсовское общество) Санкт-Петербургской духовной академии.